# Gladiolen
Die Gladiolen (Gladiolus, auch Schwertblume genannt, von lateinisch gladius „Schwert“) sind eine Pflanzengattung in der Familie der Schwertliliengewächse (Iridaceae).

## Verbreitung
Heimisch sind die Arten dieser Gattung vom südlichen Europa über den Nahen Osten bis nach Afrika und Madagaskar. Die Arten mit den auffälligsten und farbenprächtigsten Blüten stammen aus Südafrika.
In Mitteleuropa dienen sie vorwiegend als Zierpflanze.
Auf mitteleuropäischem Gebiet kommen die Sumpf-Siegwurz und die Wiesen-Siegwurz in Deutschland vor. Das Verbreitungsgebiet der Sumpf-Siegwurz liegt in Süddeutschland. Man findet sie auf den bayerischen Lechtalheiden zwischen Landsberg am Lech und Augsburg; auch auf dem Rotstein und im Daubaner Wald (beides Sachsen) ist ein nennenswerter Bestand an wilden Gladiolen zu finden.

## Beschreibung
Gladiolen sind immergrüne oder laubabwerfende, ausdauernde krautige Pflanzen, die Wuchshöhen von bis zu 1,50 m erreichen können. Sie bilden Knollen als Überdauerungsorgane. Besonders die Blätter riechen unangenehm. Die Laubblätter sitzen entweder in grundständigen Rosetten oder sind wechselständig und zweizeilig am Stängel verteilt.
Die einfachen, langen, oft schwertförmigen Laubblätter sind parallelnervig. Der Blattrand ist glatt.

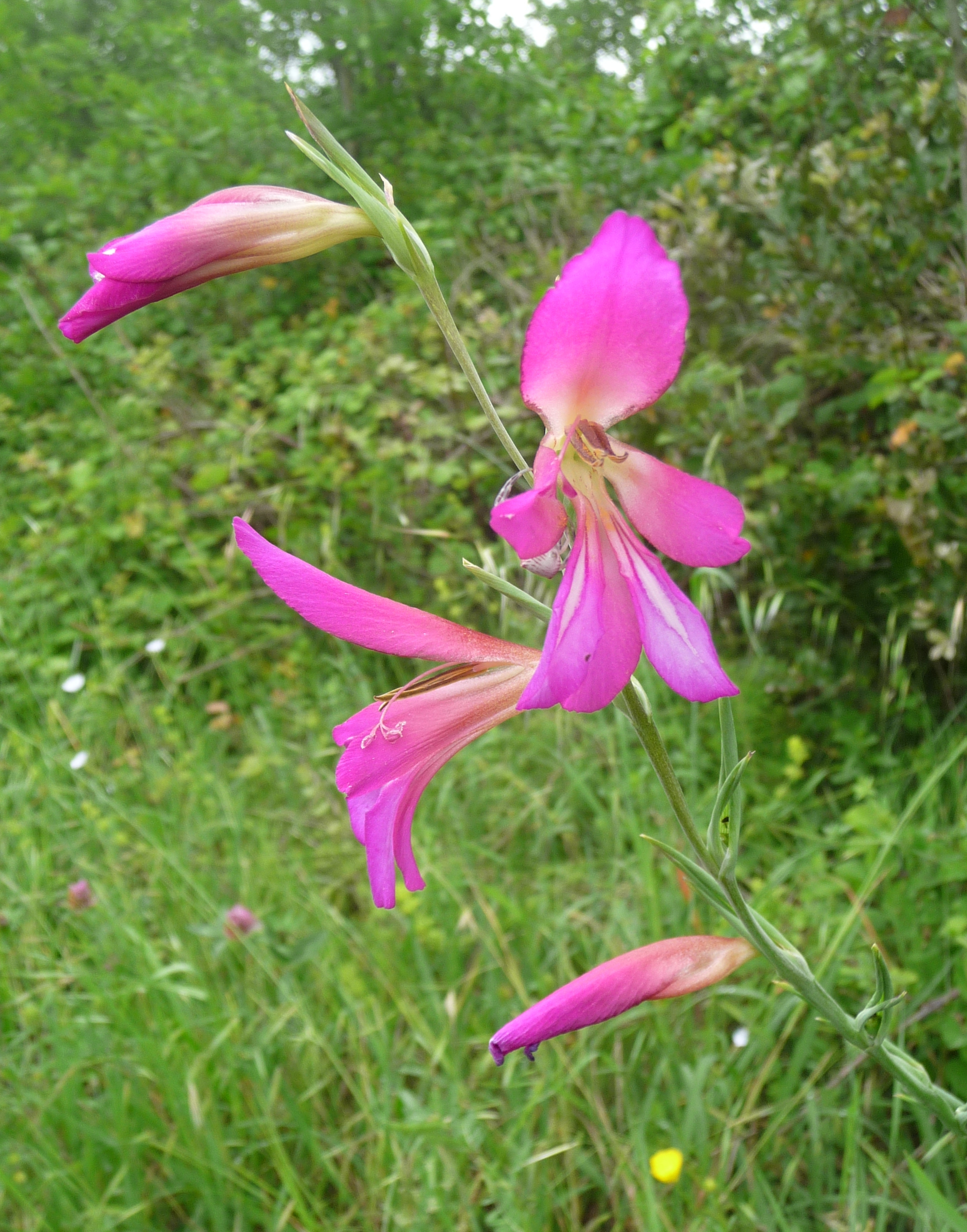
Acker-Gladiole (Gladiolus italicus)

Es werden endständige, verzweigte oder unverzweigte, ährige Blütenstände gebildet, die Tragblätter enthalten. Manche Blüten duften etwas. Die ungestielten, zwittrigen, dreizähligen Blüten können radiärsymmetrisch bis zygomorph sein. Es sind zwei mal drei Blütenhüllblätter vorhanden; sie können in beiden Kreisen gleich oder verschiedengestaltig sein. Außer Blau, Braun und reinem Schwarz kommen die Blütenhüllblätter in allen Farben vor. Es ist nur der innere Kreis mit drei freien, fertilen Staubblättern vorhanden, denn sie stehen dem äußeren Blütenhüllblättern gegenüber. Drei Fruchtblätter sind zu einem unterständigen Fruchtknoten verwachsen. Der Griffel endet in drei Narben.
Die Bestäubung erfolgt auf vielfältige Weise: Entomophilie, Ornithophilie oder Anemophilie. Die dreifächerige Kapselfrucht enthält 20 bis 100 Samen. Die hell- bis dunkelbraunen Samen sind meist geflügelt.

## Nutzung
Die Blüten mancher Arten können roh oder gegart gegessen werden. Die unterirdischen Pflanzenteile einiger Arten werden gegart gegessen.

### Verwendung als Zierpflanze
Nur wenige Gladiolen sind nördlich von Südeuropa in Kultur, ausschlaggebend ist ihre mangelnde Winterhärte. Als Zierpflanzen, insbesondere als Schnittblumen, werden vor allem Hybriden aus der Gruppe der Garten-Gladiolen (Gladiolus × hortulanus) kultiviert, die oft sehr großblütig sind. Diese Gladiolen gehen auf zahlreiche südafrikanische Elternarten zurück. Die Blüten von Schmetterlings- oder Butterfly-Gladiolen hingegen sind stets klein, mehrfarbig und haben einen gewellten Rand.

### Verwendung als Bioindikator
Gladiolen gehören zu den Pflanzen, die schon bei niedrigen anorganischen Fluorkonzentrationen in der Luft mit sichtbaren Schädigungen reagieren. Sie werden deshalb als Bioindikator eingesetzt, um anorganische Fluorverbindungen in der Außenluft nachzuweisen. Die Gladiolen-Exposition wurde 2005 mit der Richtlinie VDI 3957 Blatt 14 standardisiert.

### Kulturgeschichte
Bei der biblischen „Rose von Scharon“ könnte es sich um eine Gladiole gehandelt haben.

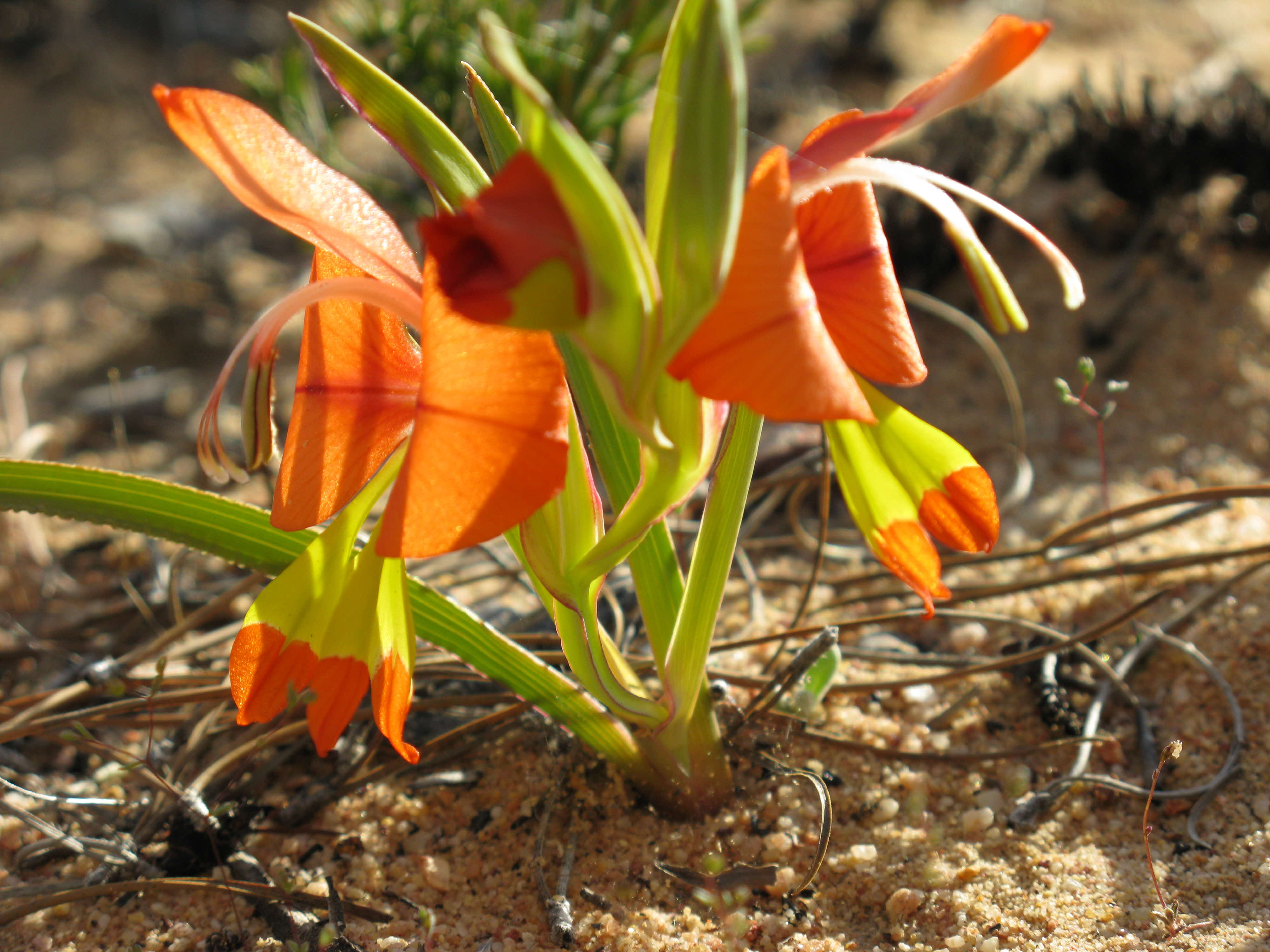
Gladiolus alatus in Clanwilliam, Südafrika

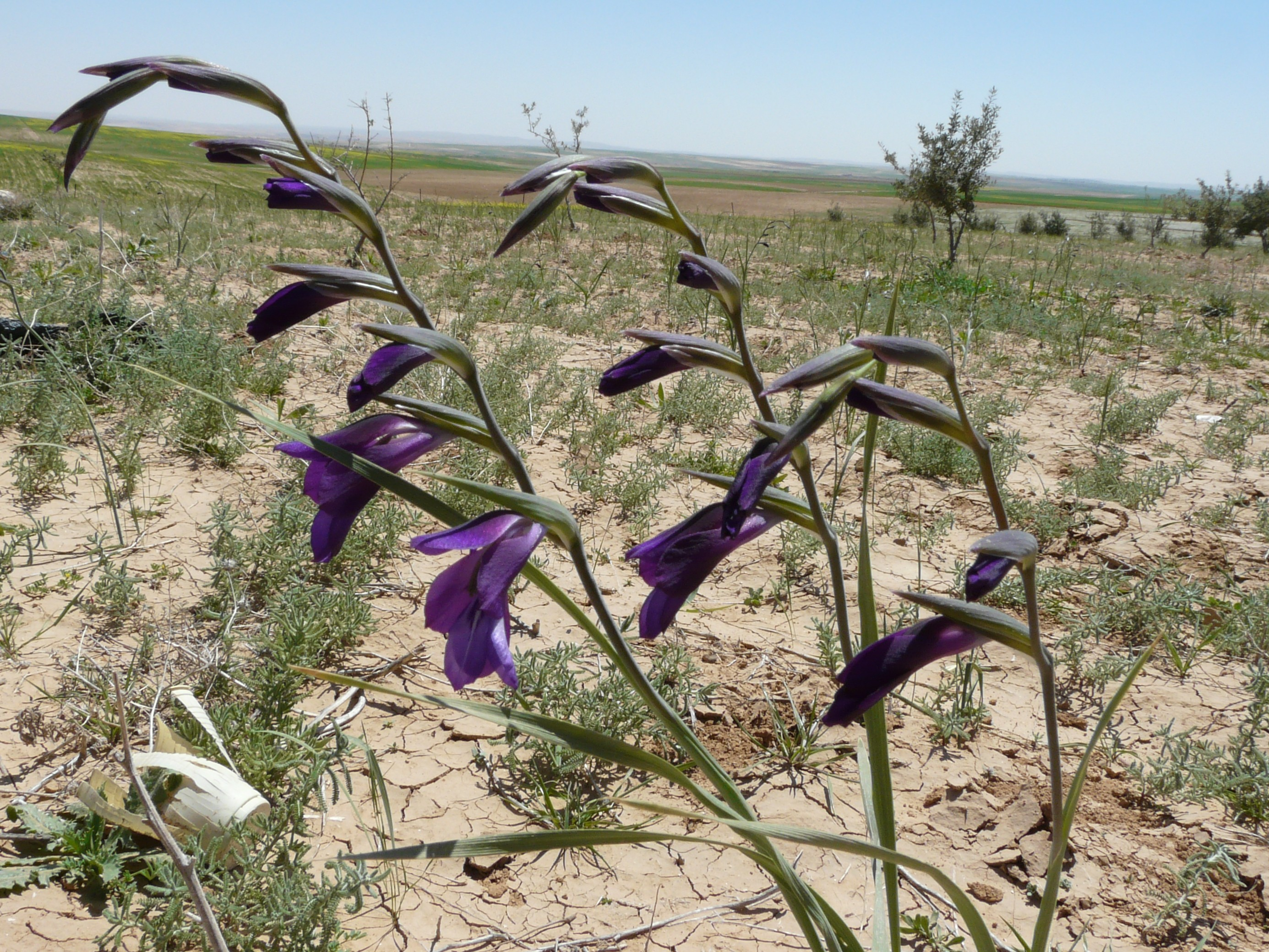
Gladiolus atroviolaceus

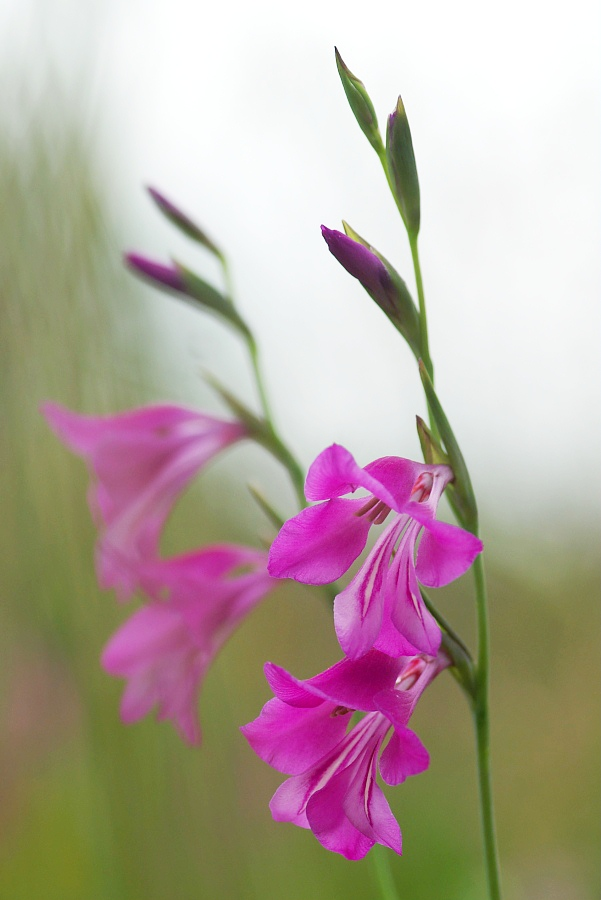
Sumpf-Siegwurz (Gladiolus palustris) auf den Lechheiden in Bayern

## Systematik
Es gibt etwa 250 bis 280 Gladiolus-Arten (Auswahl):
- Gladiolus alatus L., Heimat: Südafrika
- Gladiolus atroviolaceus Boiss., Heimat: Griechenland, Türkei, Libanon, Palästina, Kaukasus, Irak, Iran
- Kardinals-Gladiole (Gladiolus cardinalis Curtis), Heimat: Südafrika (Südwestkap)
- Fleischrosa Gladiole (Gladiolus carneus D. Delaroche), Heimat: Südafrika (Kap)
- Zwerg-Gladiole (Gladiolus x colvillei Sweet)  = Gladiolus cardinalis × Gladiolus tristis
- Gewöhnliche Siegwurz (Gladiolus communis L.), Heimat: Europa, Vorderasien, Nordwestafrika
- Blutrote Gladiole (Gladiolus cruentus T. Moore), Heimat: Südafrika
- Primel-Gladiole (Gladiolus dalenii Van Geel), Heimat: Äthiopien, Ostafrika, Südafrika, Arabien
- Illyrische Siegwurz (Gladiolus illyricus W.D.J. Koch), Heimat: Europa, Türkei, Zypern, Kaukasus
- Dachzieglige Gladiole oder Wiesen-Siegwurz (Gladiolus imbricatus L.), Heimat: Europa, Asien
- Acker-Gladiole oder Feld-Siegwurz (Gladiolus italicus Mill., Synonym: Gladiolus segetum Ker Gawl.), Heimat: Europa bis Zentralasien. Hierbei handelt es sich möglicherweise um die früher als Heilpflanze eingesetzte und als Fagasmon, Gladiolus segetalis oder „kleine“ bzw. „wilde Schwertel“[7] bezeichnete Art.
- Gladiolus liliaceus Houtt., Heimat: Südafrika
- Abessinische Gladiole oder Stern-Gladiole (Gladiolus murielae Kelway, Syn.: Gladiolus callianthus Marais): Sie kommt von Äthiopien bis Burundi und Mosambik vor.[8]
- Gegenblütige Gladiole (Gladiolus oppositiflorus Herb.), Heimat: Südafrika (Kap bis KwaZulu-Natal)
- Sumpf-Siegwurz (Gladiolus palustris Gaudin), Heimat: Europa
- Schmetterlings-Gladiole (Gladiolus papilio Hook. f.), Heimat: Südafrika
- Eintönige Gladiole (Gladiolus tristis L.), Heimat: Südafrika (Kap)
- Gladiolus triphyllus (Sm.) Ker Gawl., Heimat: Zypern

Eine vollständige Liste aller 283 anerkannten Arten (Stand 2018) der Gattung findet sich bei R. Govaerts.
Als Garten-Gladiole (Gladiolus × hortulanus) wird eine Hybridgruppe aus Gladiolus tristis, Gladiolus dalenii, Gladiolus oppositiflorus, Gladiolus papilio, Gladiolus carneus, Gladiolus cruentus und Gladiolus cardinalis bezeichnet. Diese wird in die Grandiflorus-Gruppe, die Nanus-Gruppe und die Primulinus-Gruppe unterteilt.